# Zack Godley
Zachary Thomas Godley (né le 21 avril 1990 à Bamberg, Caroline du Sud, États-Unis) est un lanceur droitier de la Ligue majeure de baseball.

## Carrière
Joueur à l'école secondaire de sa ville natale, Zack Godley est repêché par les Mets de New York  au 50e tour de sélection en 2009. Il ignore l'offre pour rejoindre les Volunteers de l'université du Tennessee, et signe son premier contrat professionnel avec les Cubs de Chicago, qui le choisissent au 10e tour de sélection en 2013.
Après deux saisons jouées en 2013 et 2014 dans les ligues mineures avec des clubs affiliés aux Cubs, Godley est avec le lanceur droitier des mineures Jeferson Mejia échangé aux Diamondbacks de l'Arizona contre le receveur Miguel Montero.
Godley fait ses débuts dans le baseball majeur comme lanceur partant des Diamondbacks le 23 juillet 2015. Avec 7 retraits sur des prises, il blanchit les Brewers de Milwaukee en 6 manches de travail pour savourer sa première victoire.